# ابساراکا (داکوتای شمالی)
ابساراکا (به انگلیسی: Absaraka, North Dakota) در ایالات متحده آمریکا است که در شهرستان کاس، داکوتای شمالی واقع شده‌است.

## خصوصیات
ابساراکا ۳۲۶٫۱۴ متر بالاتر از سطح دریا واقع شده‌است.